# Piz Terri
Piz Terri – szczyt w Alpach Lepontyńskich, części Alp Zachodnich. Leży w Szwajcarii na granicy kantonów Gryzonia i Ticino, blisko granicy z Włochami. Należy do podgrupy Alpy Adula. Można go zdobyć ze schroniska Terrihütte (2170 m) lub Motterascio Hütte (2183 m).
Pierwszego odnotowanego wejścia dokonał Placidus a Spescha w 1798 r.